# Ведето
Веде́то (біл. Вядзета) — невелике озеро на межі Россонського та Полоцького районів Вітебської області Білорусі.
Озеро розташоване за 33 км на південний схід від селища Россони та 45 км на південний схід від міста Полоцьк.
Довжина озера — 4,6 км, ширина — 1,6 км, площа — 4,68 км². В озеро впадають декілька струмків, стікає озеро Глубочино, витікає річка Ведетиця.
Обмежене схилами висотою 4-7 м. Береги місцями заболочені, зарослі лісом та чагарниками.